# Альвица
Альвица (рум. alvița) — сладкое блюдо молдавской кухни наподобие халвы.
Приготавливается из карамели и отвара корня мыльнянки — растения семейства гвоздичных. Мыльный корень варится на медленном огне в течение четырёх часов, процеживается сквозь сито и взбивается. В отвар добавляется горячая карамель. Получившаяся масса снова варится до состояния, когда при остывании она будет легко дробиться. В получившуюся массу добавляют орехи и ваниль, перемешивают и выкладывают в деревянный ящичек, застеленный пергаментом. Охлаждённую застывшую альвицу перед подачей на стол нарезают небольшими прямоугольниками.
Альвица, наряду с нугой, китоноагэ, гогошь и пелтей, является одним из традиционных сладких блюд молдавской кухни.